# 豐洲

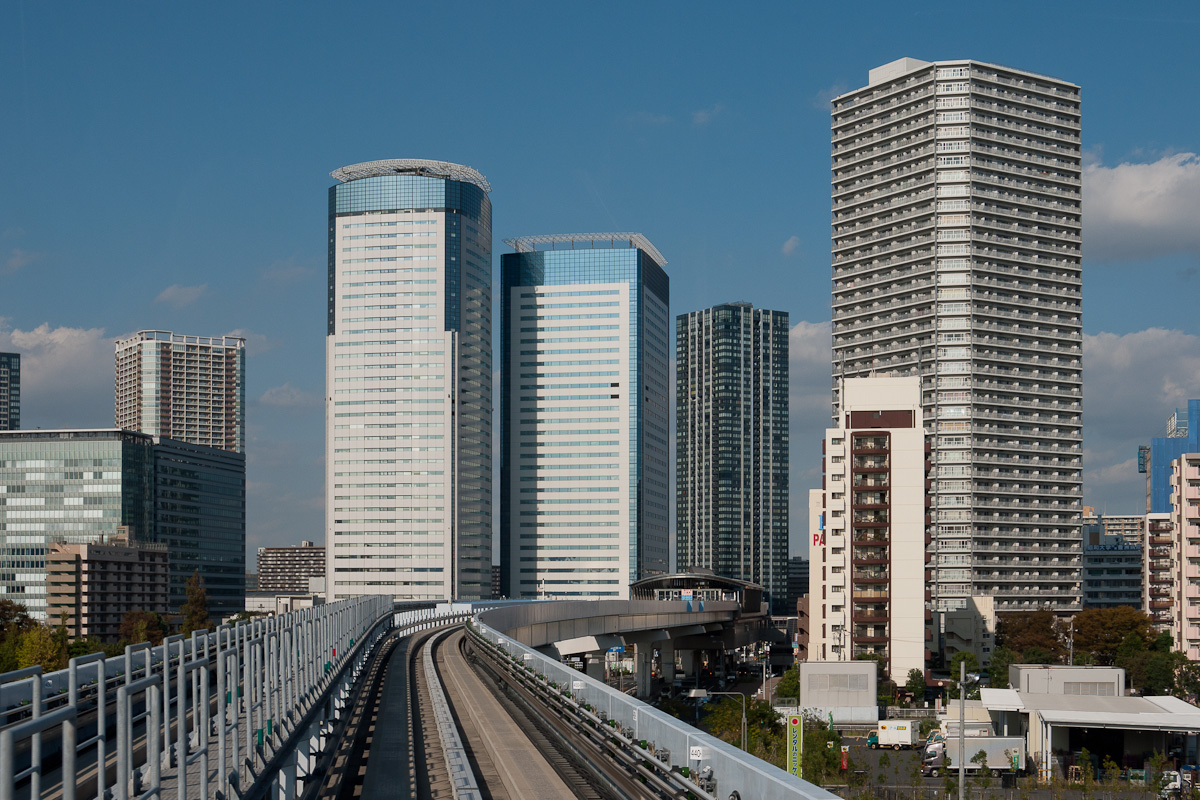
「百合鷗號」所見的豐洲站周邊

豐洲（日语：／ Toyosu */?）是東京都江東區的町名。現行行政地名為豐洲一丁目至豐洲六丁目。2021年（令和3年）7月1日的人口有37,729人。郵遞區號135-0061。

## 地理

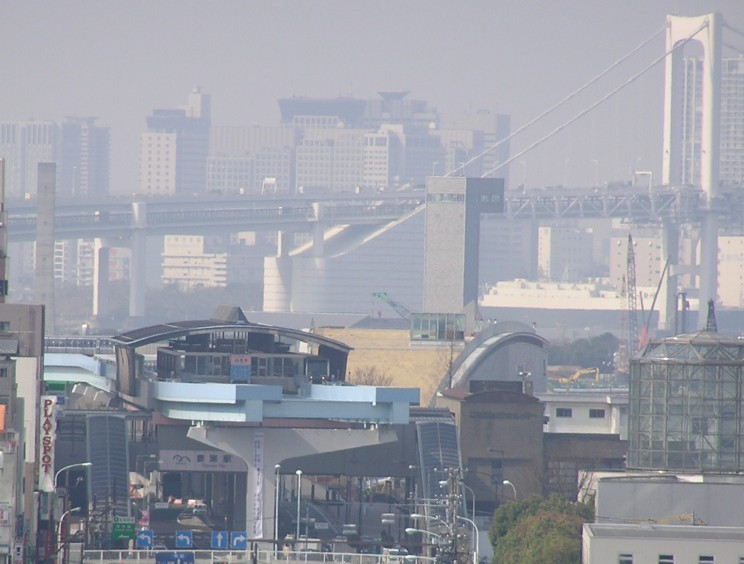
百合鷗號上望向豐洲站

屬深川地區，位於東京都中央區月島、晴海南方，江東區東雲、有明北方，江東區枝川西方。
鐵路站有東京地下鐵有樂町線、百合鷗號豐洲站，以及百合鷗號新豐洲站、市場前站。幹線道路有晴海通。大致可分為北側（豐洲一丁目至豐洲五丁目）與南側（豐洲六丁目）兩塊區域。豐洲以前是東京灣填海5、6、7號地。
過去此地多為工業用地，現在因區劃整理，進行多項大規模再開發，出現許多中高層的共同住宅與商業設施。開發填海地的豐洲與其他靠近都心區域相比，同水準物件每坪單價約便宜2~3成。預定於2016年11月將築地市場遷移至此（豐洲市場）。至2011年（平成23年）為止的10年間，豐洲新建了7,620戶的公寓，以站別作為排名的話，僅次於川崎（7,803戶）為全國第2高。

### 都市船塢

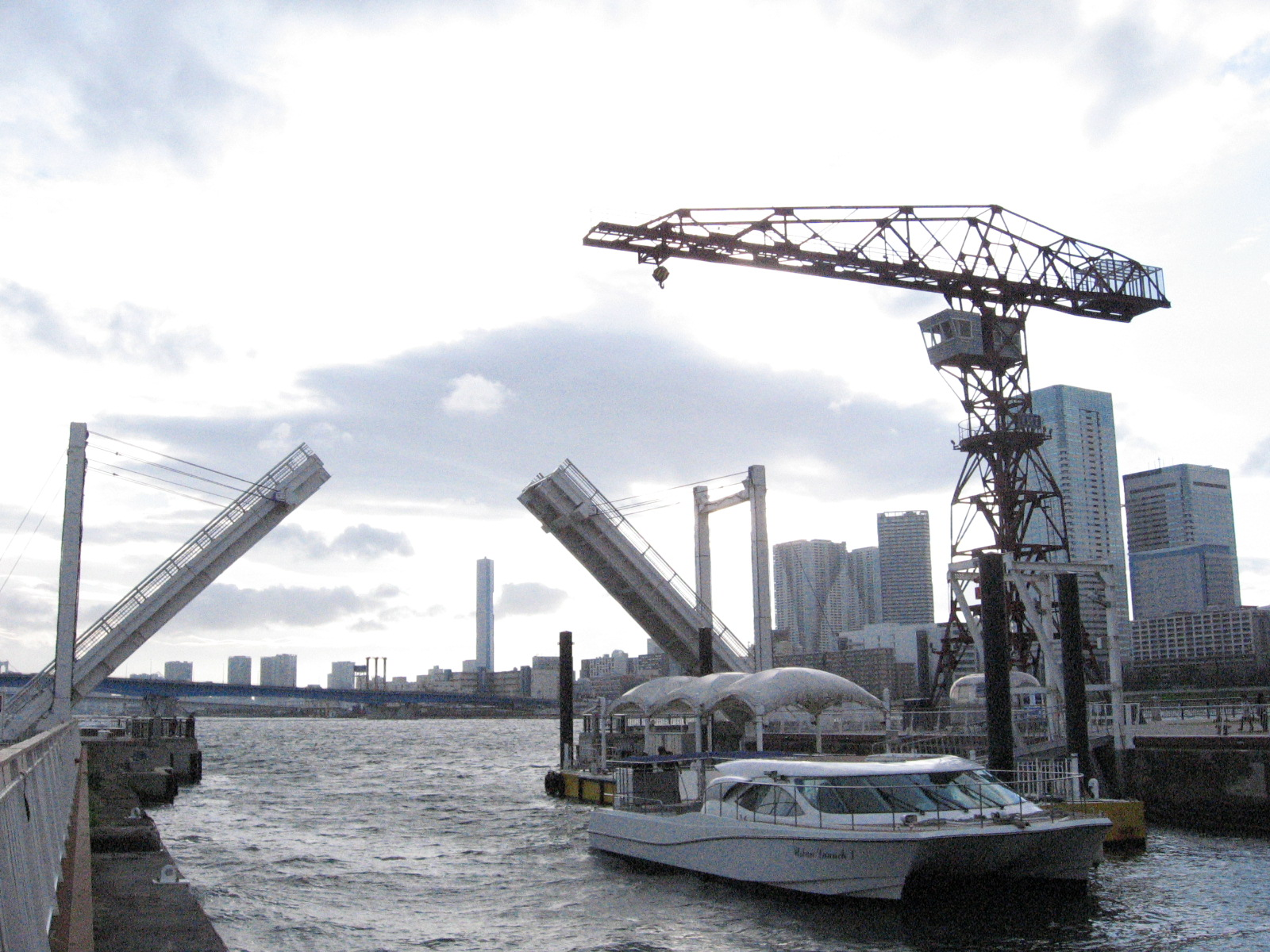
都市船塢的活動橋與水上巴士站

都市船塢（アーバンドック）面向晴海運河，是豐洲的再開發地區之一。屬東京都江東區豐洲2丁目區劃整理事業一部分、石川島播磨重工業東京第一工場舊址約50公頃的再開發工程。都市船塢Lalaport豐洲、公園城市豐洲等設施位於此地。

### 河川
- 晴海運河（日语：晴海運河）
  - 春海橋
  - 晴海橋梁（日语：晴海橋梁）
  - 晴海大橋（日语：晴海大橋）
  - 豐洲大橋（日语：豊洲大橋）
- 豐洲運河（日语：豊洲運河）
  - 豐洲橋（日语：豊洲橋）
  - 朝凪橋（日语：朝凪橋）
- 東雲運河（日语：東雲運河）
  - 東雲橋 (江東區)（日语：東雲橋）
  - 木遣橋（日语：木遣り橋）
  - 有明北橋（日语：有明北橋）
  - 富士見橋（日语：富士見橋 (東京都)）

### 地價
根據2021年（令和3年）的公告地價，豐洲4-11-30的住宅地價為73萬日圓/m2，是江東區最高價。

## 歷史

7-11 1號店的豐洲店

1923年（大正12年）關東大地震後所清出的瓦礫堆用於此地的填海造陸工程。
豐州作為工業區域，到20世紀後半為止區內遍布石川島播磨重工業、新東京火力發電所（東京電力，廢止→新豐洲變電所）等各種工廠與設施、流通設備，以及相關商店和社會住宅等。此時，日本最早被稱為便利商店的7-11日本法人一號店在當時十分少見的運動俱樂部裡開業。之後有樂町線開通、產業構造變化等成為此地改變的契機。
豐洲中心大樓等辦公大樓陸續竣工，隨後進行多項再開發與區劃整理，公寓大量建設、土地陸續更改為商業用地與住宅用地。接著大規模商業設施陸續進駐，為此地帶來更大的變化。
另一方面，豐洲市場選擇在東京瓦斯的煤氣製造工場舊址進行開發建設，然而此地土壤已受到砷、氰化物、苯等物質汙染。2001年（平成13年）發表報告。2007年（平成19年）10月6日專家會議表示檢測出超出環保標準1000倍的苯濃度。過去的調査中未曾測出如此高的結果
。
豐洲市場於2018年(平成30年)10月11日啟用。

### 地名的由來
1937年（昭和12年）7月，因希望此地能發展為豐饒的土地，決定將填海地的新町名定為「豐洲」。
- 豐洲一丁目 - 第3期隅田川改良工程的5號填海地。
- 豐洲二丁目 - 第3期隅田川改良工程的5號埋立地與豐州突堤填海工程、豐州擴張填海工程成立。
- 豐洲三丁目 - 枝川改修工程的7號填海地成立。
- 豐洲四丁目 - 枝川改修工程的6號填海地成立。
- 豐洲五丁目 - 第3期隅田川改良工程的5號埋立地與豐州物揚場背面填海工程成立。
- 豐洲六丁目 - 豐洲突提先填海工程成立。

## 設施

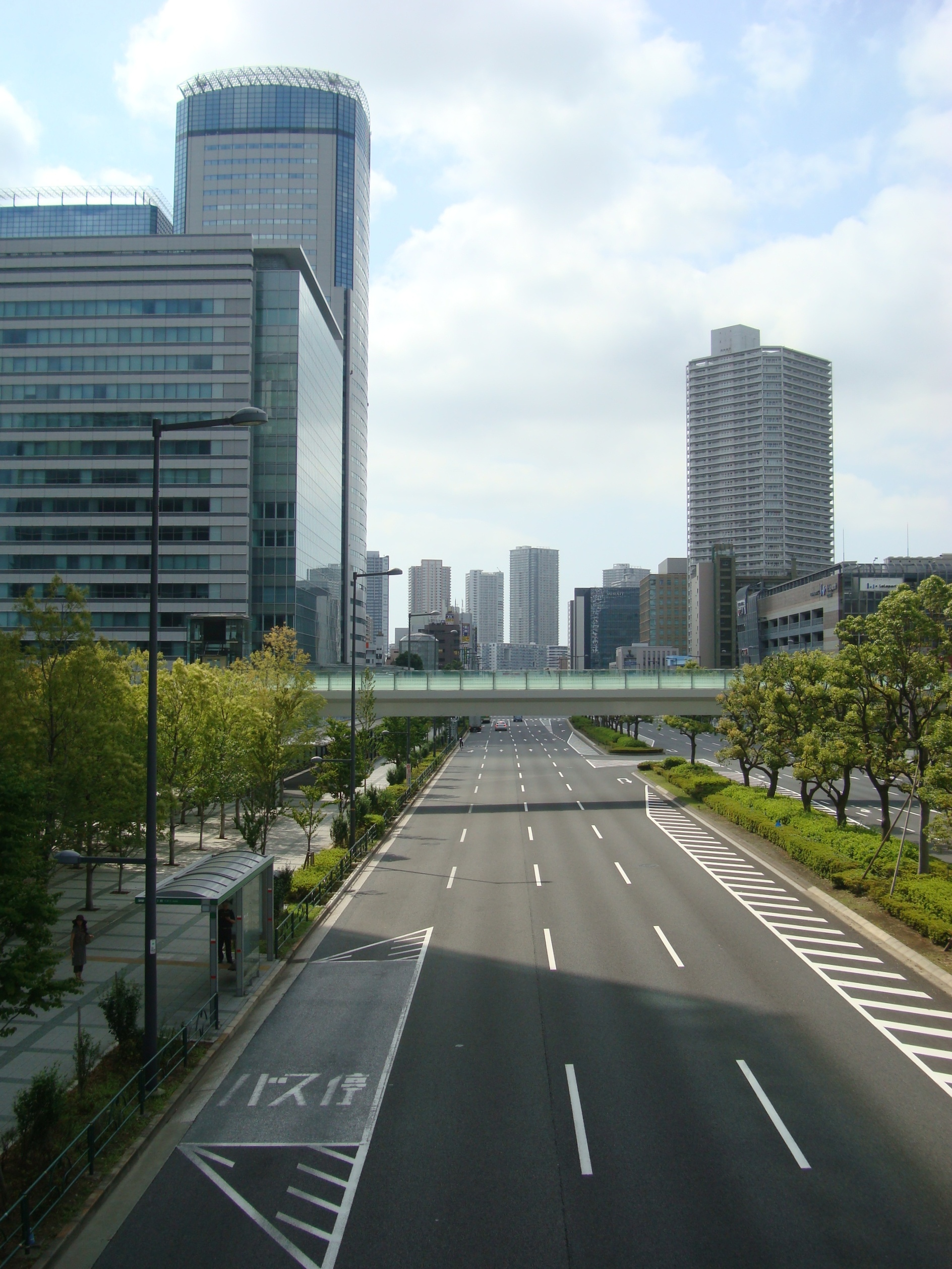
豐洲

### 公共機關
- 江東區役所豐洲出張所
- 東京消防廳深川消防署豐洲出張所
- 豐洲區民館
- 豐洲育兒家庭支援中心
- 江東區立豐洲圖書館

### 教育機關
- 芝浦工業大學豐洲校區
- 江東區立豐洲北小學校（日语：江東区立豊洲北小学校）
- 江東區立豐洲小學校（日语：江東区立豊洲小学校）
- 江東區立深川第五中學校（日语：江東区立深川第五中学校）
- 江東區立豐洲幼稚園
- 江東區立豐洲西小學校[10]。

### 企業、辦公大樓

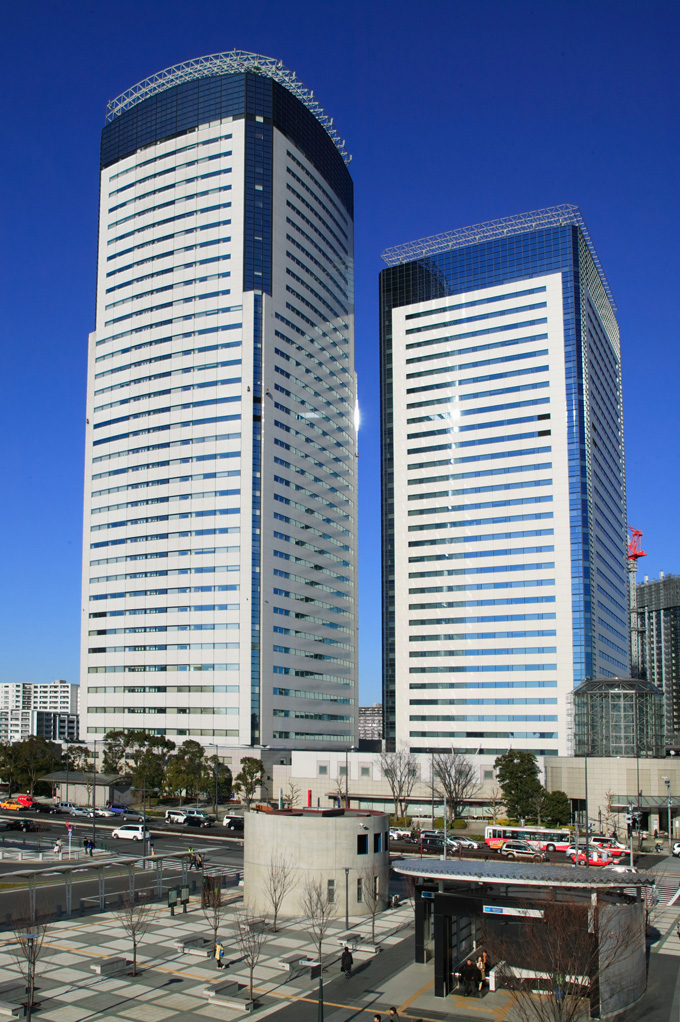
豐洲中心大樓（左）
與別館

- 豐洲IHI大樓 -  IHI（舊稱石川島播磨重工業）本社。
- 豐洲中心大樓（豊洲センタービル）、豐洲中心大樓別館 - NTT Data（日语：NTTデータ）本社、住友橡膠本社。
- 豐洲ON大樓 - 日本Unisys（日语：日本ユニシス）本社。
- 豐洲Front（豊洲フロント） - SCSK（日语：SCSK）本社、Maruha Nichiro Holdings（日语：マルハニチロホールディングス）本社。
- 豐洲CUBIC GARDEN（豊洲キュービックガーデン） - ASKUL（日语：アスクル）本社、第一生命保險株式會社豐洲本社。
- 東京電力新豐洲變電所、TEPCO豐洲大樓（
- NBF豐洲CANAL FRONT（NBF豊洲キャナルフロント）
- NBF豐洲GARDEN FRONT（NBF豊洲ガーデンフロント）
- SIA豐洲Prime Square（SIA豊洲プライムスクエア）
- 新豐洲中心大樓

### 單幢式高級住宅
- Branz Tower 豐洲（ブランズタワー豊洲）

### 大規模集合住宅
- 公園城市豐洲（日语：パークシティ豊洲）
- 城市塔豐洲（日语：シティタワーズ豊洲）

### 商業設施

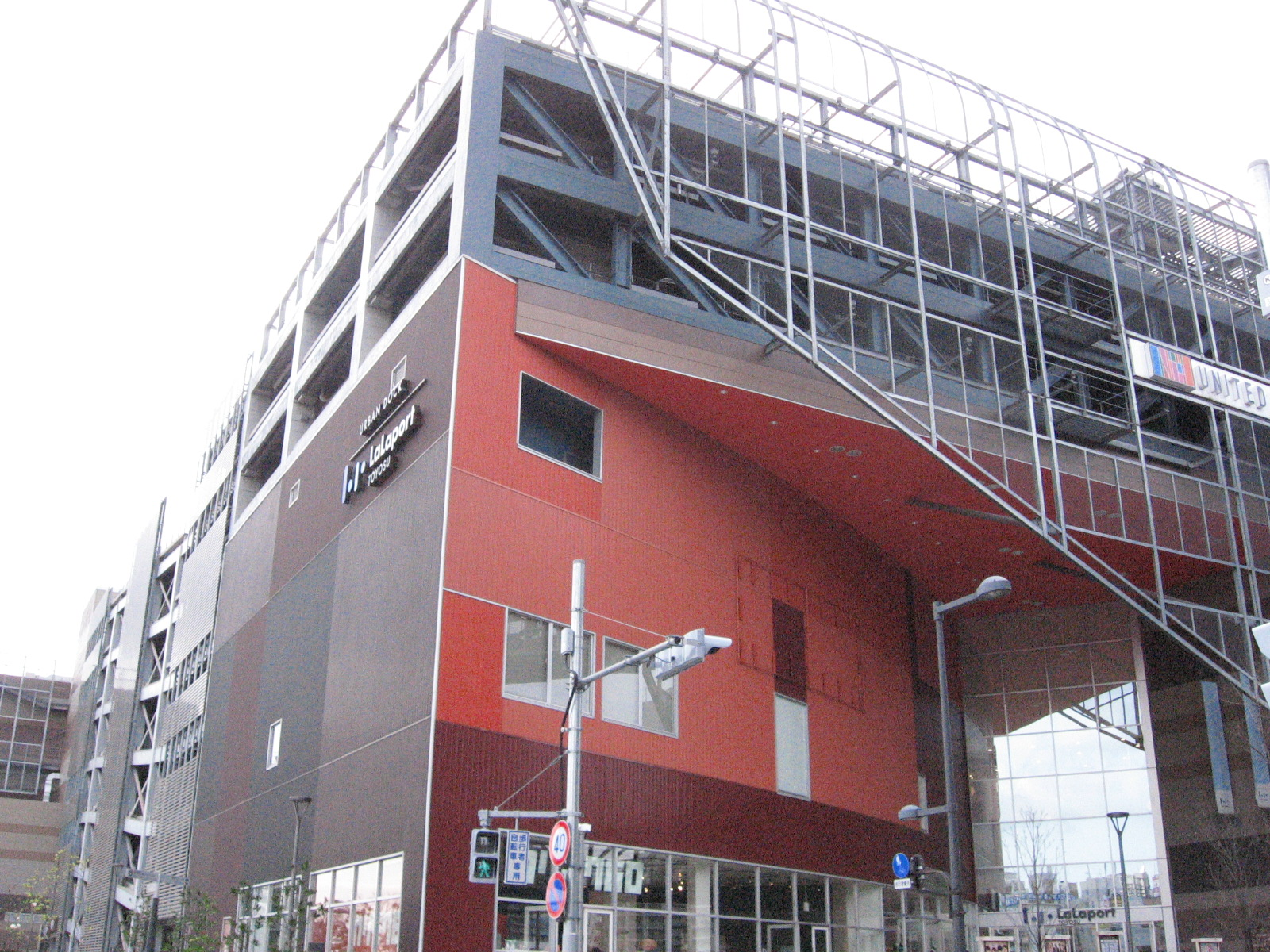
Lalaport本館

- 都市船塢Lalaport豐洲（日语：アーバンドック ららぽーと豊洲）
  - Kidzania東京（日语：キッザニア東京）
  - DO SPORTS PLAZA（日语：日新製糖）（ドゥ・スポーツプラザ）等
- 7-11豐洲店 - 日本7-11第1號店、最早的日本型便利商店。
- SUPER VIVA HOME（日语：LIXILビバ）（スーパービバホーム）豐洲店
- Ciel Court（シエルコート）
- 豐洲市場

### 其他

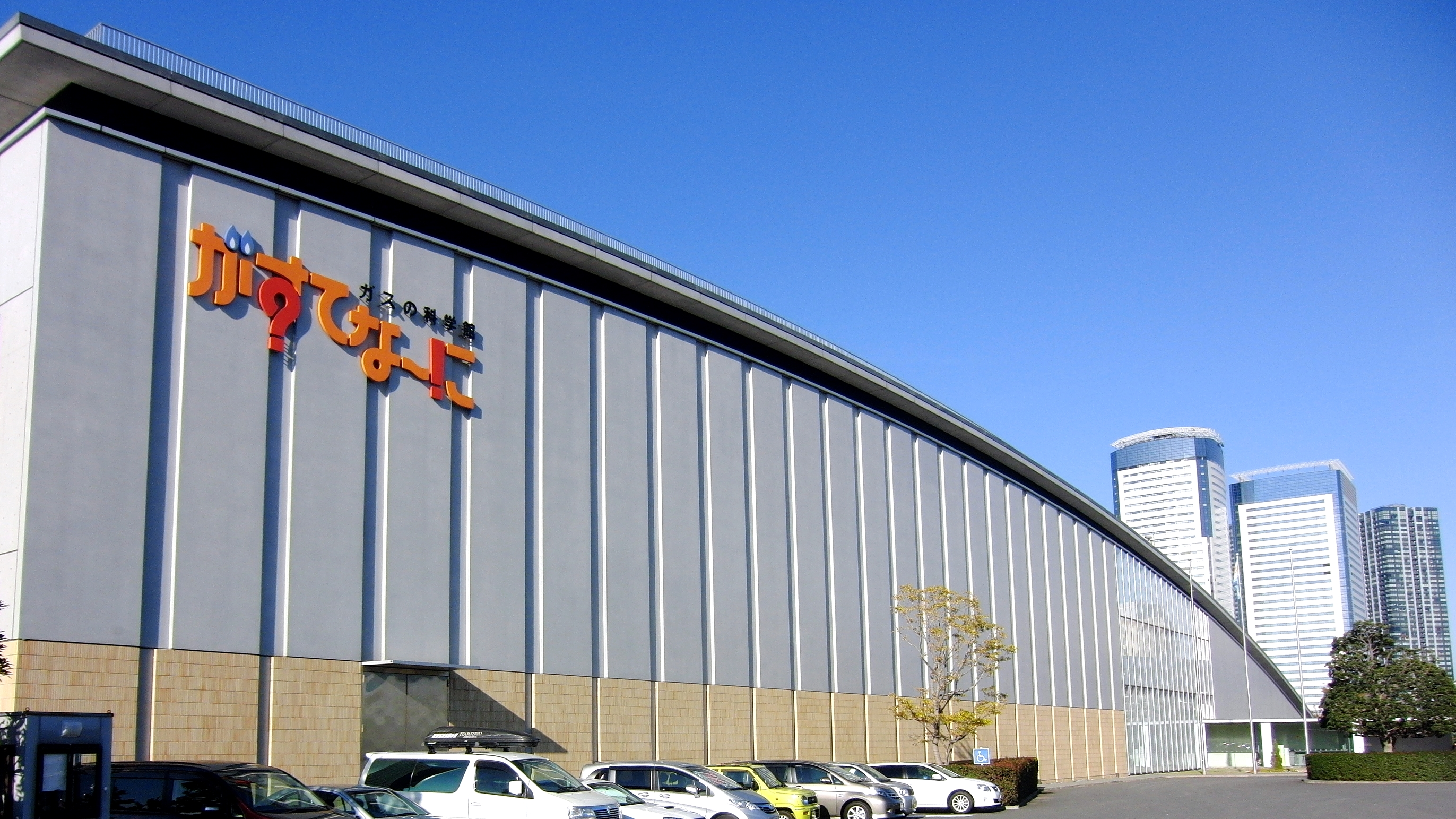
瓦斯科學館

- 瓦斯科學館（日语：ガスの科学館）
- 昭和大學附屬豐洲醫院（日语：昭和大学附属豊洲病院）、豐洲診所
- 豐洲公園（日语：豊洲公園）
- 春海橋公園（日语：春海橋公園）
- 豐洲第三公園

## 備註
1. ↑  人口統計 （页面存档备份，存于）の関連ドキュメント「3. 町丁別世帯数、人口及び人口密度(平成10年~平成25年)」、江東區。2013年6月12日閲覧。
2. ↑  .   [2021-07-18]. （原始内容存档于2021-03-01）.
3. ↑  豐洲（次のビルを除く）の郵便番號 （页面存档备份，存于）、日本郵便。2013年6月12日閲覧。
4. ↑  東京都 > 江東區 （页面存档备份，存于）、日本郵便。2013年6月12日閲覧。
5. 1 2  “首都圏の站別マンション供給、川崎が首位、2位は豐洲――工場跡・湾岸の再開発映す。”、『日本経済新聞』2012年2月8日朝刊、地方経済面、東京、15ページ。
6. ↑  .   [2021-07-18]. （原始内容存档于2021-12-19）.
7. ↑  江戸湊と東京湾PDF、国土交通省・関東地方整備局。
8. ↑  東京都臨海域における埋立地造成の歴史PDF、東京地學協会。
9. ↑  豐洲新市場予定地における 土壌汚染対策等に関する専門家会議、東京都中央卸売市場。
10. ↑  江東區長期計画　本編（第２章　長期計画における重点プロジェクト）PDF、江東區。2013年6月12日閲覧。